# Tunesische Basketball-Liga
Die tunesische Basketball-Meisterschaft (offiziell Pro A) ist die höchste professionelle Basketball-Liga in Tunesien und gilt als eine der besten Ligen in Afrika.
Der Meister qualifiziert sich für die Basketball Africa League.

## Spielmodus
Seit der Gründung 1956 bestand die Liga aus zwölf Teams, wovon sich sechs für die Play-offs qualifizierten. Seit der Saison 2021/22 hat der tunesische Verband die Anzahl der Klubs in der Liga auf zehn reduziert.
In der ersten Phase der Meisterschaft spielen alle zehn Erstligisten in einer Gruppe gegeneinander. Nach Beendigung der Hin- und Rückspiele nehmen die besten sechs Teams an der nächsten Runde teil. Die letzten vier Klubs spielen in der Abstiegsrunde, in der die letztplatzierte Mannschaft absteigt.
Im Play-off um die Meisterschaft qualifizieren sich von den sechs Teilnehmern die besten vier Teams für das Halbfinale um die Meisterschaft. Die Halbfinalisten treten mindestens drei Mal gegeneinander an. Wer zuerst drei Siege errungen hat, nimmt am Finale für die Meisterschaft teil. Im Meisterschaftsfinale und im Spiel um Platz drei wird ebenfalls so lange gespielt, bis eine Mannschaft drei Siege verbuchen kann.

## Meisterschaften
| Nr. | Saison  | Champion                       |
| --- | ------- | ------------------------------ |
| 1   | 1955/56 | L'Orientale                    |
| 2   | 1956/57 | Stade Gaulois                  |
| 3   | 1957/58 | Association Sportive Française |
| 4   | 1958/59 | Jeanne D'Arc D'avant-Garde     |
| 5   | 1959/60 | Jeanne D'Arc D'avant-Garde     |
| 6   | 1960/61 | Association Sportive Française |
| 7   | 1961/62 | Avant-Garde de Tunis           |
| 8   | 1962/63 | Stade Nabeulien                |
| 9   | 1963/64 | ES Radès                       |
| 10  | 1964/65 | ES Radès                       |
| 11  | 1965/66 | ES Radès                       |
| 12  | 1966/67 | ES Radès                       |
| 13  | 1967/68 | ES Radès                       |
| 14  | 1968/69 | ES Radès                       |
| 15  | 1969/70 | ES Radès                       |
| 16  | 1970/71 | ES Radès                       |
| 17  | 1971/72 | ES Radès                       |
| 18  | 1972/73 | Zitouna Sports                 |
| 19  | 1973/74 | Club Sportif des Cheminots     |
| 20  | 1974/75 | Stade Nabeulien                |
| 21  | 1975/76 | ES Radès                       |
| 22  | 1976/77 | Espérance Sportive de Tunis    |
| 23  | 1977/78 | Club Sportif des Cheminots     |

| Nr. | Saison  | Champion                    |
| --- | ------- | --------------------------- |
| 24  | 1978/79 | Espérance Sportive de Tunis |
| 25  | 1979/80 | Espérance Sportive de Tunis |
| 26  | 1980/81 | ES Sahel                    |
| 27  | 1981/82 | Ezzahra Sports              |
| 28  | 1982/83 | Ezzahra Sports              |
| 29  | 1983/84 | ES Radès                    |
| 30  | 1984/85 | EO Goulette Kram            |
| 31  | 1985/86 | EO Goulette Kram            |
| 32  | 1986/87 | EO Goulette Kram            |
| 33  | 1987/88 | EO Goulette Kram            |
| 34  | 1988/89 | Stade Nabeulien             |
| 35  | 1989/90 | EO Goulette Kram            |
| 36  | 1990/91 | EO Goulette Kram            |
| 37  | 1991/92 | Stade Nabeulien             |
| 38  | 1992/93 | Ezzahra Sports              |
| 39  | 1993/94 | Ezzahra Sports              |
| 40  | 1994/95 | EO Goulette Kram            |
| 41  | 1995/96 | Stade Nabeulien             |
| 42  | 1996/97 | Ezzahra Sports              |
| 43  | 1997/98 | US Monastir                 |
| 44  | 1998/99 | Ezzahra Sports              |
| 45  | 1999/00 | US Monastir                 |
| 46  | 2000/01 | JS Kairouan                 |

| Nr. | Saison  | Champion        |
| --- | ------- | --------------- |
| 47  | 2001/02 | JS Kairouan     |
| 48  | 2002/03 | JS Kairouan     |
| 49  | 2003/04 | Club Africain   |
| 50  | 2004/05 | US Monastir     |
| 51  | 2005/06 | Stade Nabeulien |
| 52  | 2006/07 | ES Sahel        |
| 53  | 2007/08 | Stade Nabeulien |
| 54  | 2008/09 | ES Sahel        |
| 55  | 2009/10 | Stade Nabeulien |
| 56  | 2010/11 | ES Sahel        |
| 57  | 2011/12 | ES Sahel        |
| 58  | 2012/13 | ES Sahel        |
| 59  | 2013/14 | Club Africain   |
| 60  | 2014/15 | Club Africain   |
| 61  | 2015/16 | Club Africain   |
| 62  | 2016/17 | ES Radès        |
| 63  | 2017/18 | ES Radès        |
| 64  | 2018/19 | US Monastir     |
| 65  | 2019/20 | US Monastir     |
| 66  | 2020/21 | US Monastir     |
| 67  | 2021/22 | US Monastir     |
| 68  | 2022/23 | US Monastir     |
| 69  | 2023/24 | US Monastir     |
| 70  | 2024/25 | Club Africain   |

## Meistertitel nach Verein
| Club                              | Titles Won |
| --------------------------------- | ---------- |
| Étoile Sportive de Radès          | 13         |
| US Monastir                       | 9          |
| Stade Nabeulien                   | 8          |
| Étoile Olympique La Goulette Kram | 7          |
| Ezzahra Sports                    | 6          |
| Étoile Sportive du Sahel          | 6          |
| Club Africain                     | 5          |
| JS Kairouan                       | 3          |
| Espérance Sportive de Tunis       | 3          |
| Club Sportif des Cheminots        | 2          |
| Jeanne D'Arc D'avant-Garde        | 2          |
| Association Sportive Française    | 2          |
| Zitouna Sports                    | 1          |
| Avant-Garde de Tunis              | 1          |
| Stade Gaulois                     | 1          |
| L'Orientale                       | 1          |